# Elita zabójców (film 2011)
Elita zabójców (ang. Killer Elite) – amerykański film sensacyjny z 2011 roku w reżyserii Gary’ego McKendry. Ekranizacja powieści The Feather Men Ranulpha Fiennesa.

## Obsada
- Jason Statham jako najemnik Danny Bryce
- Clive Owen jako Spike Logan
- Yvonne Strahovski jako Anne Frazier
- Robert De Niro jako Hunter
- Dominic Purcell jako Davies
- Adewale Akinnuoye-Agbaje jako agent
- Ben Mendelsohn jako Martin
- Grant Bowler jako James Cregg
- Matthew Nable jako Pennock
- Jamie McDowell jako Diane
- Chris Anderson jako Finn
- Firass Dirani jako Bakhait
- Michael Carman jako Don
- Aden Young jako Meier

## Fabuła

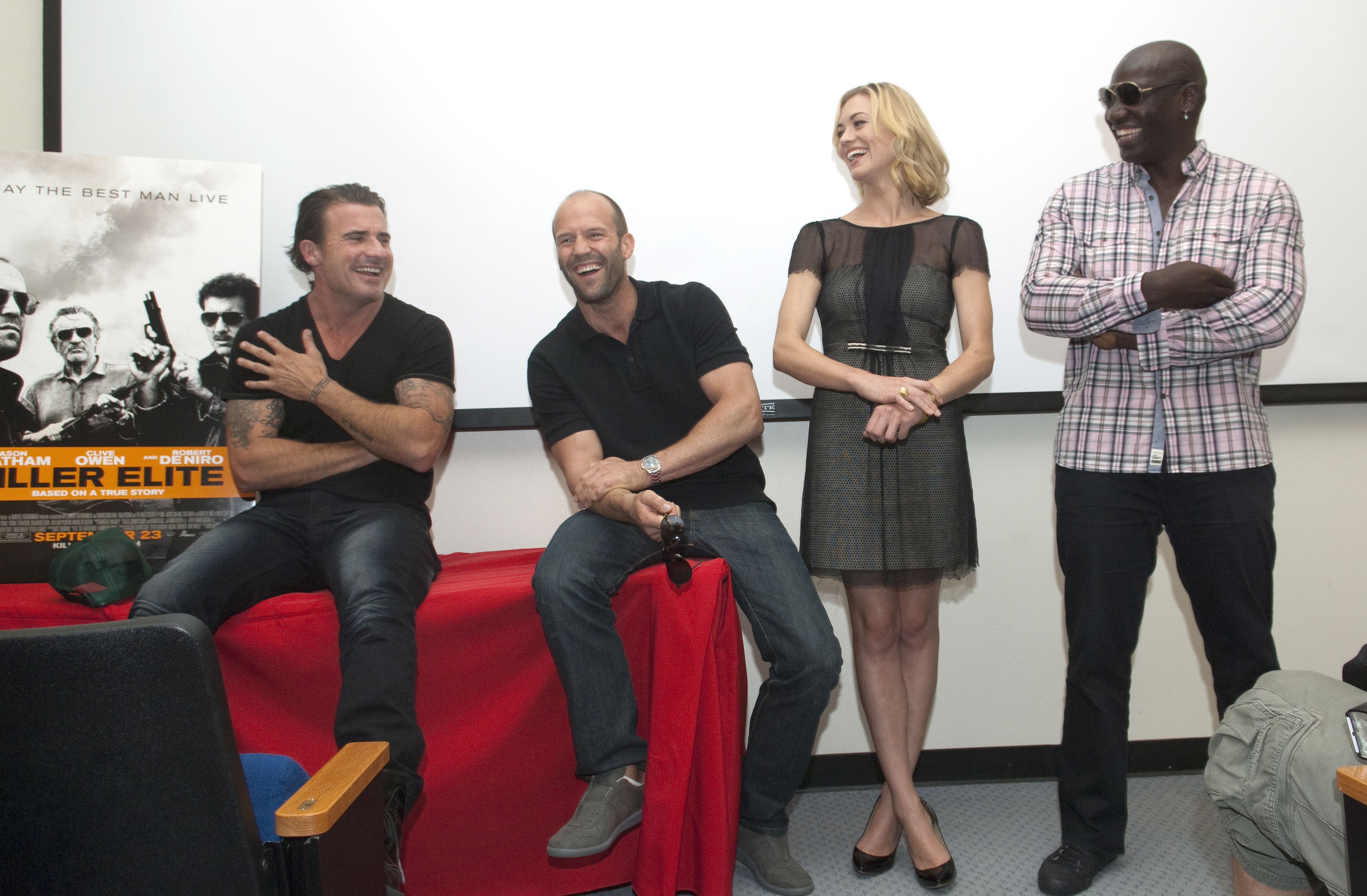
Obsada filmu Elita zabójców: (L–P) Dominic Purcell, Jason Statham, Yvonne Strahovski i Adewale Akinnuoye-Agbaje (2011)

Jest 1980 rok. Grupa zawodowych morderców: Danny Bryce (Jason Statham), Hunter (Robert De Niro), Davies (Dominic Purcell) i Meier (Aden Young) w Meksyku ma zamordować mężczyznę. Danny nieświadomie zabija go w obecności jego syna, następnie zostaje ranny podczas ucieczki. W rezultacie wycofuje się i wraca do ojczystej Australii.
Rok później, Danny wezwany zostaje do Omanu, gdzie w formie zakładnika przetrzymywany jest Hunter. Spotyka się z agentem (Adewale Akinnuoye-Agbaje) przygotowującym misje dla najemników i dowiaduje się, że jego najlepszy przyjaciel Hunter przyjął 6 milionów USD, ale zawiódł podczas wykonywania swojej roboty. Jeżeli Danny nie skończy tej misji, Hunter zostanie zabity.
Danny wprowadzony zostaje do Szejka Amr, zdetronizowanego króla małego regionu w Omanie, który chce aby Danny zabił trzech byłych agentów SAS za zamordowanie jego trzech najstarszych synów podczas rewolty w Dhofar. Danny musi dostarczyć kasetę wideo z ich przyznaniem się do winy oraz spowodować, żeby ich śmierć wyglądała jak wypadki. Musi to zrobić zanim śmiertelnie chory Szejk umrze. To pozwoli czwartemu synowi Szejka, Bakhaitowi (Firass Dirani) odzyskać kontrolę nad regionem, którym rządził jego ojciec. Jeżeli Danny zawiedzie, Hunter zostanie stracony. Danny ponownie łączy się z Daviesem i Meierem, którzy zgadzają się mu pomóc w zamian za udział w nagrodzie.